# Marics Ferenc
Marics Ferenc (szlovénül Franc Marič, latinul Franciscus Marics) (Istvánfalva, 1791. június 11. – 1844 után) magyarországi szlovén római katolikus tanítómester és kántor.
A mai Apátistvánfalván született, a Vendvidéken. Édesapja Marits (sic!) György tanító volt, édesanyja a ritkaróczi (ritkaházai, ma Kétvölgy) születésű Trájber Anna.
Apját követve ő is tanár lett. Elsőként körülbelül 1809-től hat éven át volt segédtanító Felsőszölnökön. Az ottani iskolamester Bertalanits Mihály ugyanabból a Vízlendva melletti községből származott mint apja. Szölnökön vette feleségül Ficzkó Teréziát, akivel 1815-ben Istvánfalvára költöztek, ahol a megüresedett tanítói állást vette át, apja halála után öt esztendővel. Az 1829. évi vizitáció szerint vandálul (vendül), magyarul és németül beszél lakóháza két szobából áll, ezért családja az iskolaépületében is lakik. A házhoz hozzá van toldva egy kamra is és említenek benne főzőedényeket is. Munkájáért 45 forint, 36 krajcár fizetséget kap, amiből papírt és írószert vásárol a gyermekek részére.
Még Felsőszölnökön került kezébe az ún. Ruzsics-kántorkönyv, amit egy ismeretlen Ruzsics nevezetű tanár szerkesztett 1789 körül. Mind Marics, mind Bertalanits lemásolva tovább terjesztették a szlovén nyelvű énekeskönyvet, Marics Istvánfalván, Bertalanits pedig Pecsaróczon (Szentsebestyén). A másolás járhatott valószínűleg átdolgozással, vagy bővítéssel is. Ezt nehéz kimutatni, fennmaradt példány hiányában, de nem zárható ki ennek lehetősége más példák alapján.
1842 körül az istvánfalvi népi iskolát a szentgotthárdi ciszterci apátság átépítette faépületből téglaházzá. Ekkor Maricsot nyugdíjazták és egy fiatal tanítót küldtek a helyére.
Marics ezután az akkor még a felsőszölnöki egyházközséghez tartozó Csöpincz (Kerkafő) faluba települt. Utoljára 1844-ben bukkan fel, amikor Anna nevű lánya meghal. Nincs további adat róla, valószínűleg nem is élt Csöpinczen.